# Break the Ice
Break the Ice is de derde single van Britney Spears' album Blackout. Het nummer werd geproduceerd door Danja. De single is op 4 maart in première gegaan in de Verenigde Staten. Sindsdien heeft het, mede met behulp van downloads, de 46ste plaats bereikt in de Amerikaanse hitlijst en de negende plek in Canada. Het nummer lekte eerst uit als Been a While, wat tevens Spears' intro woorden zijn van het nummer, maar bleek op het uiteindelijke album de titel Break the Ice te dragen.

## Muziekvideo
Het nummer en de videoclip werden online vertoond op 12 maart 2008 via de officiële fanwebsite van Britney Spears. Het verhaal van Break the Ice is sterk afgeleid van de videoclip van "Toxic", die een groot succes kende bij de release in 2004. Spears wordt in de videoclip voorgesteld als een soort superheldin, die "slechteriken" verslaat, beginnend met demoon-achtigen, gevolgd door bewakers in een hoogbeveiligd lab, eindigend met een cyborg. Ze werpt een rookbom wanneer een leger van mannen haar aanvalt, waarna de timer van een bom geactiveerd wordt en Spears ontsnapt. Wanneer de timer de nul raakt, is Spears het raam al uitgesprongen en ontploft het gebouw waar het gevaarte in zat. De video eindigt met het boodschap "...to be continued" (wordt vervolgd).

## Hitnotering
| Nummer | 15 | 10 | 8 | 6 | 5 | 4 | uit |